# Трес лечес
Трес лечес (исп. Tres Leches, или Torta De Tres Leches (дословно «торт „Три молока“»), также называется Pan Tres Leches («трёхмолочный хлеб»)) — десерт, представляющий собой масляный торт, пропитанный тремя видами молока: сгущённым молоком, топлёным молоком и сливками.

## Состав и приготовление

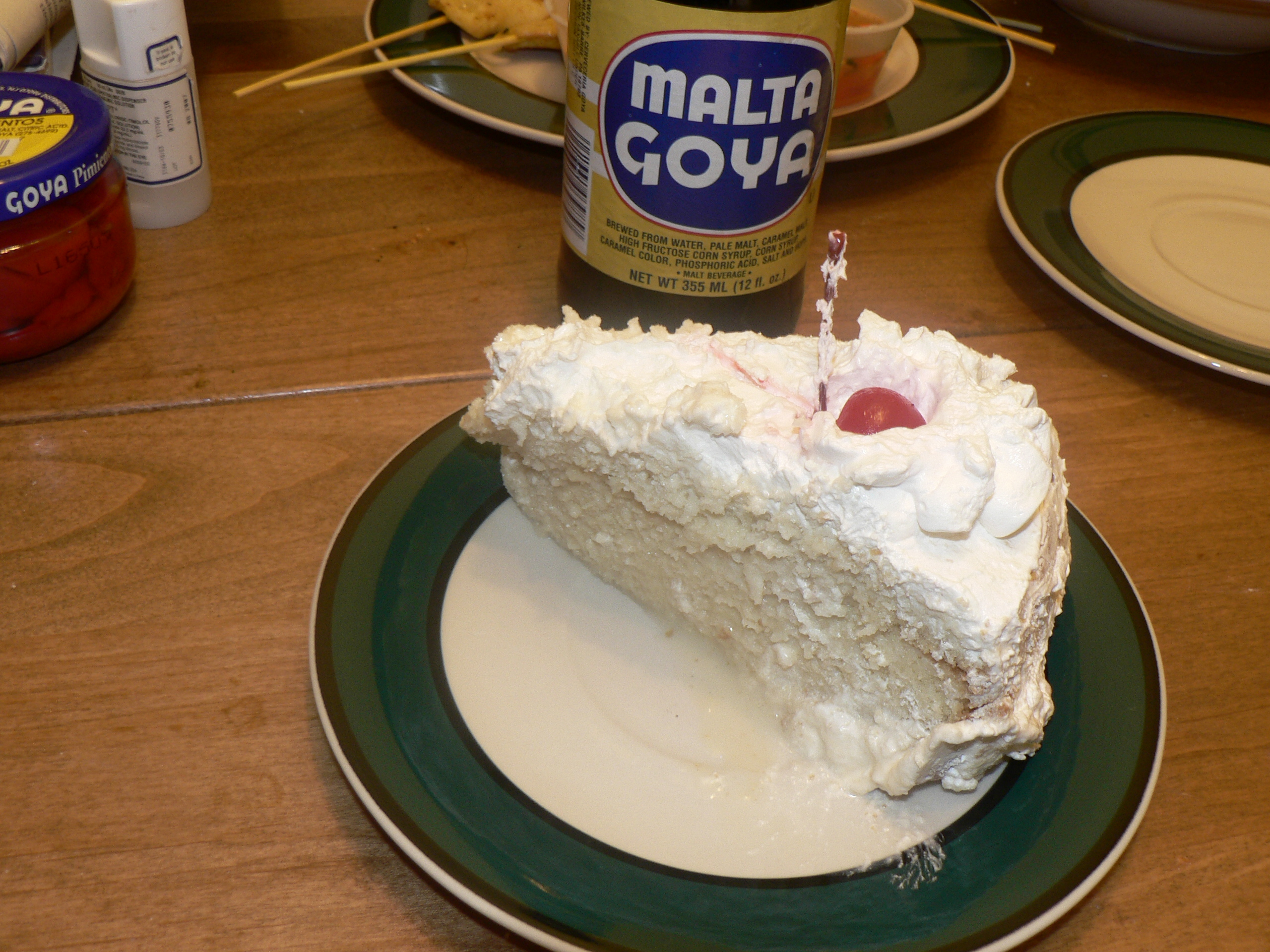

Если при приготовлении не использовать масло, торт получается очень лёгким, с большим количеством воздушных пузырьков. По этой причине текстура торта по своей консистенции не вязкая, несмотря на то, что пропитана смесью трёх типов молока.

## Популярность

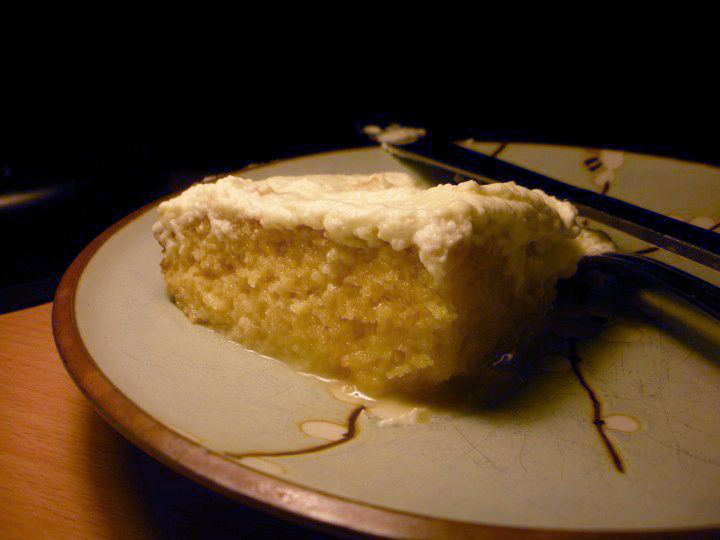

Блюдо популярно в Центральной и Южной Америке, Северной Америке и во многих районах Карибского бассейна.

## Происхождение
Версии происхождения блюда «три молока» различны, однако первоначальная идея создания торта, смоченного в жидкости, скорее всего, имеет средневековое европейское происхождение, как и другие подобные торты, например, британский трайфл и ромовый пирог, а также итальянское тирамису из Италии, готовящиеся тем же способом.
Рецепты «пропитанных» тортов были известны в Мексике ещё в XIX веке — вероятно, благодаря массовому культурному обмену, происходившему между Европой и Северной и Южной Америкой.
Рецепты торта печатались на этикетках на банках со сгущённым молоком компании «Nestlé» в 1940-х годах, что может объяснить широкую распространённость и популярность торта по всей Латинской Америке, поскольку эта компания создала филиалы в Аргентине, Чили, Кубе, Мексике и Венесуэле в 1930 году.
В 2004 году компания-производитель мороженого Haagen-Dazs в течение непродолжительного времени выпускала мороженое со вкусом торта «три молока», содержащее куски пропитанных ромом Tres Leches в сладко-сливочном мороженом.